# Chlamydoselachus africana
Chlamydoselachus africana (лат.) — вид из рода плащеносных акул одноименного семейства. Обитает на глубоководье у юго-западного и южного побережья Африки. Вероятно, размножается, откладывая яйца. Питается в основном небольшими акулами. Максимальная зафиксированная длина 117 см. Не является объектом коммерческого промысла.

## Систематика
Долгое время плащеносная акула считалась единственным видом одноимённого рода. Впервые о существовании другого представителя рода плащеносных акул задумались после поимки акулы в 1988 году у берегов Людерица, Намибия, экипажем исследовательского южноафриканского судна FRS Africana, в честь которого и был назван новый вид. Пойманный экземпляр представлял собой самца меньших размеров по сравнению с взрослыми плащеносными акулами. Последующие исследования обнаружили ряд различий между плащеносными, как тогда считали, акулами из этого района и типичными представителями Chlamydoselachus anguineus. Новый вид назывался Chlamydoselachus «sp. A», пока в 2009 году его не описали научно. Голотип представляет собой неполовозрелую самку длиной 117 см, пойманную на глубине 409 м недалеко от устья реки Кунене экипажем исследовательского судна Benguela.

## Ареал
Chlamydoselachus africana обитают у юго-западного и южного побережья Африки от юга Анголы до юга Намибии. У побережья Восточно-Капской провинции они встречаются на глубине 1230—1400 м, а в прибрежных водах Квазулу-Наталь на глубине 300 м, однако нет точной уверенности в том, что это именно Chlamydoselachus africana. Одна особь была поймана на глубине 425 м в зоне с пониженной концентрацией растворённого кислорода и большим количеством корма на мягком субстрате.

## Описание
У Chlamydoselachus africana, подобно плащеносной акуле, позади головы имеются широкие кожные складки, образованные жаберными волокнами, которые прикрывают жаберные щели. Этих щелей по 6 с каждой стороны. Перепонки первой их пары снизу соединяются и образуют широкую кожную лопасть. Тело сильно вытянутое. Голова широкая и приплюснутая, морда короткая и закруглённая. Щелевидные ноздри расположены вертикально и разделены на входящие и выходящие отверстия кожными складками. Овальные крупные глаза вытянуты по горизонтали. Мигательная мембрана отсутствует. Спинной, анальный и два брюшных плавника расположены близко друг от друга в задней части тела. Грудные плавники короткие и закруглённые. Брюшные и анальный плавники крупные и закруглённые. Длинный хвостовой плавник имеет почти треугольную форму и состоит из одной верхней лопасти. Рот у этой акулы почти конечный, а не нижний, как у большинства других. Бороздки в углах рта отсутствуют. Зубные ряды расположены не вплотную друг к другу. На верхней и нижней челюстях по 30 и 27 зубных рядов соответственно. Кожные зубчики маленькие, по форме напоминают стамеску, на дорсальной поверхности хвостового плавника крупные и острые. Окрас ровного тёмно-коричневого или серого цвета. Chlamydoselachus africana отличается от плащеносной акулы меньшим количеством позвонков (147 против 160—171) и меньшим количеством витков кишечного спирального клапана (26—28 против 35—49), а также различными морфологическими пропорциями, например, менее длинной головой и удлинёнными жаберными щелями. Максимальная зафиксированная длина самцов составляет 99 см, а самок 117 см.

## Биология
Судя по содержимому пойманных акул рацион Chlamydoselachus africana в основном состоит из акул меньших размеров, например, африканских пилохвостов. Челюсти, ротовая полость и брюхо Chlamydoselachus africana способны сильно растягиваться, позволяя этой акуле заглатывать целиком крупную добычу, а загнутые внутрь и острые как иглы зубы не позволяют жертве вырваться. В желудке особи длиной 92 см была обнаружена чёрная кошачья акула, длина которой составляла 40 % от длины поймавшего её хищника. Предположительно эти акулы размножаются бесплацентарным живорождением. Самцы достигают половой зрелости при длине 91,5 см.

## Взаимодействие с человеком
Эти акулы не представляют опасности для человека и не являются объектом промышленной добычи. Международный союз охраны природы ещё не оценил статус сохранности данного вида.